# Deme Gábor (színművész)
Deme Gábor (Budapest, 1975. –) magyar színész.

## Életpályája
Gyerekszínészként indult pályája, 1985-től a Magyar Rádió Gyermekstúdiójában kezdett a színészettel ismerkedni.

„…szombatonként tanultuk a színész mesterséget, olyan szakemberek foglalkoztak velünk, mint Varsányi Anikó vagy Papp János, és ha valamelyik színháznak vagy filmnek gyerekszereplő kellett, akkor először itt néztek szét a rendezők. Engem a Madách Színház választott ki, ahol elég sok gyerekszerepet osztottak rám. Emlékszem, 1987-ben az apukám hazahozta a havi fizetését, ami 6850 forint volt, meg én is a gázsimat, ami meg 16500 forint. Ráadásul gyerekként ez nem tűnt munkának, inkább kellemes szórakozásnak…a családi hagyományokat követve, budapesti létemre, a Sárospataki Református Gimnáziumba jártam, ahol a dédnagyapám, a nagyapám és az apukám is végzett. ”

A Hajdufy Miklós vezette Teátrum Színiakadémián végzett és közben a Madách Színházban szerepelt. 1996-2022 között a szolnoki Szigligeti Színház társulatának tagja volt, a színház akkori vezetője Schwajda György szerződtette. Művelődésszervezői diplomáját 2005-ben kapta meg a Szent István Egyetem Jászberényi Tanítóképző Főiskolai Karán. Színészi és segédrendezői munkái mellett 2009-től a szolnoki színház videótárának vezetőjeként is dolgozott.

## Fontosabb színházi szerepeiből
- William Shakespeare: Rómeó és Júlia... Páris, ifjú gróf, a herceg rokona; Tybalt; János barát
- William Shakespeare: A velencei kalmár... Lorenzo
- William Shakespeare: Szentivánéji álom... Demetrius
- William Shakespeare: Macbeth... Seyton
- Arisztophanész: Lüszisztráté... Harckhimédész
- George Bernard Shaw: Szent Johanna... Bertrand de Poulangey lovag
- Georges Feydeau: Bolha a fülbe... Étienne
- Nyikolaj Vasziljevics Gogol: A revizor... Abdulin, kereskedő
- Igor Bauersima: Öngyilkos chat... August
- Reginald Rose: A tizenkét dühös ember... 6. esküd
- Peter Shaffer: Black Comedy... George Bamberger
- Katona József: Bánk bán... Solom mester
- Nóti Károly: Nyitott ablak... Pincér 1.
- Móricz Zsigmond: Úri muri... Gosztonyi Bandi
- Heltai Jenő: A Tündérlaki lányok... Pázmán Sándor, költő
- Szép Ernő: Patika... Fekete, provizor
- Herczeg Ferenc: Déryné ifjasszomy... Krónikás
- Molnár Ferenc: Delila... Automobil-ügynök
- Hunyady Sándor: Feketeszárú cseresznye... Püspök
- Schwajda György: A rátóti legényanya... A fiatal Béla
- Rejtő Jenő: Vesztegzár a Grand Hotelben... 1. rendőr
- L. Frank Baum – Schwajda György: Óz, a nagy varázsló... Óz; Kulcsár; Vándor
- Békés Pál: A Félőlény... Csatang
- Lázár Ervin: A Négyszögletű Kerek Erdő, avagy a játéknak soha nincs vége... Szörnyeteg Lajos
- Sólem Aléchem – Joseph Stein – Jerry Bock: Hegedűs a háztetőn... Mendel, a rabbi fia
- Jacques Offenbach: Hoffmann meséi... Hermann
- Szirmai Albert – Bakonyi Károly – Gábor Andor: Mágnás Miska... Prímás
- Kálmán Imre: Csárdáskirálynő... A gróf
- Lehár Ferenc: Luxemburg grófja... Marchand
- Kacsóh Pongrác: János vitéz... Gazda

## Szinkronszerepei
- Piroska és a farkas (Bye bye chaperon rouge): Nicolas – Vermes Dávid
- Ebül szerzett jószág (Love and Treason): Michael Hallibran – Andrew Kavadas
- Dick és Jane trükkjei (Fun with Dick and Jane): Bevándorlási Hivatal ügynöke – Huey Redwine
- Túl a sövényen (Over the Hedge): Dr. Dennis (hangja) – Joel McCrary
- Véres utcák (10th & Wolf): Jimmy Tattoo – Tommy Lee
- Harry Potter és a Főnix Rendje (Harry Potter and the Order of the Phoenix): Újságárus – Jamie Wolpert; szövegek felolvasása
- Pókember 2. (Spider-Man 2): Liftutas – Hal Sparks (eredeti változat)
- Tini titánok (Teen Titans): Trigon – Kevin Michael Richardson (4. évad); Zinthos reklám bemondója (40. rész)
- Transformers: Cybertron (Transformers: Cybertron): Agyar (Snarl) – Scott McNeil (Cartoon Network változat)